# Trò lừa bịp UFO đảo Trindade

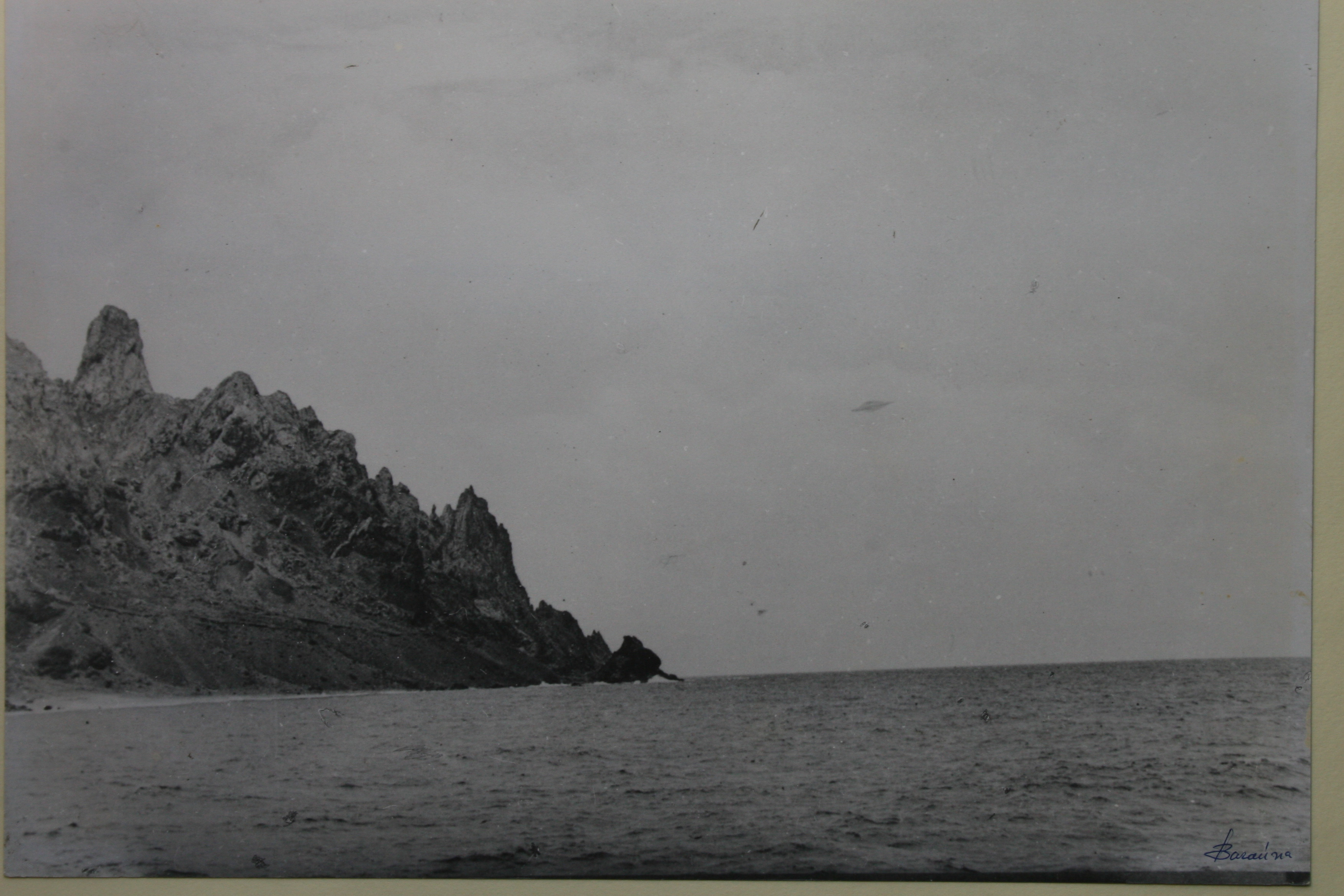
Một bức ảnh được cho là UFO do Almiro Baraúna chụp. Vật thể là chấm nhỏ màu xám ở ngay bên phải của tâm bức ảnh.

Trò lừa bịp UFO đảo Trindade là bức ảnh về vật thể bay không xác định (UFO) khả nghi mà nhiếp ảnh gia Almiro Baraúna đã quan sát và chụp được ở gần đảo Trindade vào ngày 16 tháng 1 năm 1958. Baraúna thừa nhận vào năm 2010 rằng vụ này thực ra chỉ là một trò lừa bịp do mình dàn dựng hòng trục lợi gây tiếng vang.

## Biến cố
Lúc 12 giờ trưa ngày 16 tháng 1 năm 1958, con tàu của Brasil mang tên Almirante Saldanha, trong lúc đang tham gia những dự án gắn liền với Năm Vật lý Địa cầu Quốc tế, chuẩn bị khởi hành xuất phát từ đảo Ilha de Trindade, ngoài khơi bang Espírito Santo của Brasil. Trong số thủy thủ đoàn có nhiếp ảnh gia Almiro Baraúna, tuyên bố mình đã bấm máy chụp được một số bức ảnh UFO xuyên suốt chuyến hành trình. Giới điều tra UFO, bao gồm cả những người liên quan đến Dự án Blue Book của Không quân Mỹ, đã xem xét kỹ lưỡng và tường trình rằng vụ việc thực ra chỉ là một trò lừa bịp và các bức ảnh này đều có dấu hiệu bị chỉnh sửa. Năm 2010, chính Baraúna đã thừa nhận trò lừa bịp này trước dư luận trong nước và mô tả cách anh ta dàn dựng ra làm sao.